# How Could Hell Be Any Worse?
How Could Hell Be Any Worse? био је први албум утицајног панк бенда Bad Religion. Финансирао га је гитариста Брет Гуревиц са 1000$ које је позајмио од свога оца. Успех албума надмашио је очекивања бенда када је за годину дана продат у 10.000 примерака. Звук албума био је веома побољшан од њиховог првог сингла, самонасловљеног EP издања из 1981. Албум је у оригиналу издат као LP, а касније се појавио и у дигиталном облику на CD-у као део компилације '80-'85. Песме "We're Only Gonna Die" и "Fuck Armageddon, This Is Hell", су међу најомиљенијима међу фановима, и до дан данас су део њиховог репертоара на концертима.

## Списак песама
1. "We're Only Gonna Die" (Graffin) - 2:12
2. "Latch Key Kids" (Graffin) - 1:38
3. "Part III" (Bentley) - 1:48
4. "Faith in God" (Graffin) - 1:50
5. "Fuck Armageddon... This is Hell" (Graffin) - 2:48
6. "Pity" (Graffin) - 2:00
7. "In the Night" (Graffin) - 3:25
8. "Damned to be Free" (Graffin) - 1:58
9. "White Trash (2nd Generation)" (Graffin) - 2:21
10. "American Dream" (Graffin) - 1:41
11. "Eat Your Dog" (Graffin) - 1:04
12. "Voice of God is Government" (Graffin) - 2:54
13. "Oligarchy" (Graffin) - 1:01
14. "Doing Time" (Graffin) - 3:00

## Постава
- Грег Грефин - вокал
- Брет Гуревиц - гитара
- Џеј Бентли - бас гитара
- Пит Фајнстон - бубњеви
- Грег Хетсон - соло на гитари у Part III